# レオフウィン・ゴドウィンソン
レオフウィン・ゴドウィンソン（Leofwine Godwinson, 1035年ごろ - 1066年10月14日）は、イングランド王ハロルド2世の弟、ウェセックス伯ゴドウィンの五男である。

## 生涯
1051年にゴドウィン家がイングランドから追放されると、レオフウィンは兄ハロルドとともにアイルランドに向かい、そこでレンスター王ジャルミット（ディアーマット）・マック・マール・ナ・ヴォーに保護された。レオフウィンは翌年、残りの家族とともに帰国する予定であったが、1053年4月に父ゴドウィンが臨終を迎えた時にはそばにいなかった。
1053年4月に父が亡くなった後、ゴドウィン家はイングランドでの支配権を維持することに成功した。ハロルドはウェセックス伯位を継承し、国王に次ぐ権力者となった。レオフウィンは1055年から1057年の間に、ケント、エセックス、ミドルセックス、ハートフォード、サリー、そしておそらくバッキンガムシャーの伯爵に叙せられた。兄ギルスのイースト・アングリア、ケンブリッジシャー、オックスフォードシャーの伯領とともに、ゴドウィン家は東イングランド全体を支配した。
レオフウィンはヘイスティングズの戦いで兄のハロルドおよびギルスとともに戦死した。